# American Steel
American Steel est un groupe américain de punk rock, originaire d'Oakland, en Californie.

## Histoire
Alors qu'il doit jouer son premier concert, le groupe prend le nom de l'enseigne de l'entrepôt situé de l'autre côté de la rue où il devait jouer. Après avoir joué pendant plus d'un an dans des fêtes et des petites salles de la région de la Baie, et après avoir changé de groupe, le groupe a acheté un van et s'est embarqué pour sa première tournée aux États-Unis, qui a duré 32 jours et parcouru 12 000 miles. Au retour de la tournée, American Steel enregistre son premier album éponyme pour le label New Disorder Records de San Francisco.
Au printemps 1999, American Steel signe chez Lookout! et sort Rogue's March en octobre 1999. Le processus d'enregistrement est intermittent, en raison du diagnostic initial du guitariste Ryan et de sa lutte précoce contre la leucémie. En 2000, le groupe effectue une tournée aux États-Unis et au Canada, y compris des apparitions à South by Southwest et CMJ. Leur troisième album studio, Jagged Thoughts, sort en 2001. Par la suite, American Steel change de nom et de style musical en 2002, devenant Communiqué.
Le groupe se reforme en 2007 et signe avec Fat Wreck Chords. Ils sortent un nouvel album intitulé Destroy their Future le 2 octobre 2007. Ils tournent avec Alkaline Trio à l'été 2008 et avec Donots à l'automne 2008 en Europe. En mars 2009, ils annoncent le début de l'enregistrement d'un deuxième album pour Fat Wreck Chords, Dear Friends and Gentle Hearts, qui sort le 21 juillet 2009,.

## Discographie

### Albums studio
- 1998 : American Steel (New Disorder)
- 1999 : Rogue's March (Lookout!)
- 2001 : Jagged Thoughts (Lookout)
- 2007 : Destroy Their Future (Fat Wreck)
- 2009 : Dear Friends and Gentle Hearts (Fat Wreck)

### EP
- 1996 : Hope Wanted
- 1998 : Every New Morning (Cheetah Records)
- 2000 : Fat Club (Fat Wreck Chords)
- 2019 : State of Grace (Fat Wreck Chords)